# Радио
Радио је назив за бежични пренос и детекцију комуникационих сигнала електромагнетних таласа чије су фреквенције ниже од фреквенције видљиве светлости. Радио-таласи путују кроз хомогени простор (ваздух или вакуум) праволинијски, у свим правцима. Уколико постоје дисконтинуитети, као што је јоносфера у Земљиној атмосфери, долази до рефлексије односно одбијања, а исто такво одбијање се дешава и од површине Земље. Када се радио-таласи усмере ка комуникационом сателиту они се ту примају, појачавају и емитују назад ка Земљи.
Информација се преноси систематским мењањем неке особине радио-таласа, као што је амплитуда, фреквенција или фаза. То мењање се зове модулација. Такав електрични сигнал се онда уводи у резонантно коло које је прикључено на емисиону антену, одакле се емитују радио-таласи у простор. Уређај који емитује радио-таласе се назива радио-предајник.
Када се електрични проводник нађе у електромагнетском пољу радио-таласа, променљиво електромагнетско поље индукује наизменичну струју у проводнику. Ово се може детектовати и трансформисати у звук или други сигнал који носи информацију тако што се прво што већа количина енергије радио-таласа детектује у антени пријемника, уради обрнути процес од модулације (демодулација) и потом се добије електрични сигнал који садржи неку корисну информацију. Уређај који прима и обрађује радио-таласе се назива радио-пријемник.

## Проналазак
- Дејвид Е. Хјуз је пренео Морзеову азбуку бежично 1878. Међутим, његов рад није испунио захтеве у вези познавања природног принципа или познавања процеса који је предмет новог феномена.
- Између 1893. и 1894. Роберто Ландел де Моура, бразилски свештеник и научник, је вршио експерименте. Није објавио своје резултате до 1900. али је касније прибавио бразилске и америчке патенте.
- Александар Степанович Попов је 1894. направио први уређај који је у пријемном колу садржао кохерер. Овај уређај је описан као детектор муња и представљен Руском физичком и хемијском друштву 7. маја 1895. године.
- Никола Тесла је званични проналазач радија. Он је први развио и објаснио начин за производњу радио фреквенција, принцип усаглашених резонантних кола у предајној и пријемној антени и јавно представио принципе радија и пренос сигнала на велике даљине. За овај свој проналазак је 1897. године добио патент број 645576 за уређај описан као „бежични пренос података“.
- Ђуљелмо Маркони је један од пионира радио телеграфије. Остварио је први пренос радио-таласа преко Атлантског океана и 1909. године добио Нобелову награду за овај допринос. Основао је прву фирму која се бавила комерцијалном употребом радио преноса. До 1943. године је сматран проналазачем радија док му Врховни суд САД није одузео патентно право и доделио га Николи Тесли.
- Реџиналд Фесенден и Ли де Форест су пронашли принцип амплитудске модулације. Са усавршавањем технологије, више радио-станица је могло слати радио-сигнале и истовремено бити присутно у етру на блиским фреквенцијама (за разлику од варничног радија где је једна радио-станица заузимала широки опсег спектра).
- Едвин Армстронг је пронашао радио са фреквентном модулацијом, па је сада сигнал био отпорнији на интерференцију произведену електричном опремом и на атмосферске утицаје.

## Историја
Најраније радио-станице су биле једноставно радиотелеграфски системи и нису преносили звучни сигнал. Да би аудио емисија била могућа, морало је доћи до развоја електронских уређаји за детекцију и амплификацију.
Термоелектронску цев је изумео 1904. године енглески физичар Џон Амброз Флеминг. Он је развио уређај који је назвао „осцилациони вентил“ (пошто је пропуштао струју у само једном смеру). Загрејано влакно, или катода, је имала способност термоелектронске емисије електрона који су текли до плочасте електроде (или аноде) кад би се применио висок напон. Електрони, међутим, нису могли да иду у супротном смеру пошто плоча није била загревана и стога није имала способност термоелектронске емисије електрона. Касније позната као електровакумска диода, она се користила као исправљач наизменичне струје и као радио таласни демодулатор. Ово је знатно побољшао кристални сет који је исправљао радио сигнал користећи једну рану диоду у чврстом стању базирану на кристалу и кристалном детектору. Међутим, оно што је још увек недостајало је био појачивач.
Триоду (напуњену паром живе са контролном мрежом) је патентирао 4. марта 1906. Аустријанац Роберт фон Либен. Независно од тога, 25. октобра 1906, Ли де Форест је патентирао његов троелементни аудион. Неки извори сматрају овај изум првом триодом. То није нашло практичну прмену до 1912. кад се њену појачавачку способност препознали истраживачи.
Око 1920, технологија је сазрела у довољној мери да је радио емитовање брзо постајало одрживо. Један од првих аудио преноса који би се могао назвати емитовањем је извео на Бадње вече 1906. године Реџиналд Фесенден, мада неки аутори то оспоравају. Док су многи рани истраживачи покушали да направе системе сличне радиотелефонским уређајима помоћу којих само два учесника могу да комуницирају, било је других који су намеравали да трансмитују широј публици. Чарлс Херолд је започео емитовање у Калифорнији 1909. године и преносио је аудио сигнале следеће године. (Херолдова станица је коначно постала ).
У Хагу, Холандија, станица PCGG је почела са емитовањем 6. новембра 1919, што је вероватно чини првом комерцијалном радио-дифузном станицом. Године 1916, Франк Конрад, један електроинжењер запослен у Westinghouse Electric Corporation, почео је емитовање из његове гараже у Вилкинсбергу у Пенсилванији) са позивним словима 8XK. Касније се станица преселила на врх зграде Вестингхаусове фарике у источном Питсбургу у Пенсилванији). Веstinghаus је поновно лансирао станицу као  дан 2. новембра 1920, као прву комерцијално лиценцирану радио станицу у Америци. Ознака комерцијалног емитовања потиче од типа лиценце за емитовање; рекламе нису емитоване до након неколико година касније. Прву лиценцирану емисију у Сједињеним Државама је урадила станица KDKA, што је било у контексту Хардинг/Коксових председничких извора. Монтреалска станица која је постала  је почела емисионо програмирање дана 20. маја 1920, а Детроитска станица која је постала  је почела с програмским емитовањем дана 20. августа 1920, мада ни једна од њих није имала лиценцу у то време.
Године 1920, бежично емитовање за забаву је започету у UK са Марконијевог истраживачког центра 2MT у Ритлу у близини Челмсфорда у Енглеској. Позната емисија из Марконије радне фабрике у Њу Стриту у Челмсфорду је прославила сопрано даму Нели Мелбу дана 15. јуна 1920, кад је она певала две арије и њен познати трил. Она је била први уметник међународног реномеа који је учествовао у директној радио емисији. Станица 2MT је почела са емитовањем регуларног забавног програма 1922. године. Станица BBC је настала 1922, а добила је Краљевску повељу 1926. године, чиме је постала први национални емитер на свету, чему је следила станица Чешки радио и други европски емитери 1923. године.
Радио Аргентина је почела са регуларним планским трансмисијама из Teatro Coliseo у Буенос Ајресу дана 27. августа 1920. Ова станица је добила лиценцу 19. новембра 1923. Кашњење је било узроковано недостатком званичног аргентинског поступака лиценцирања пре тог датума. Ова станица је наставила с регуларним емитовањем забавног и културног садржаја током неколико деценија.
Радио у образовању је ускоро следио и колеџи широм САД су почели да уводе курсеве радио емитовања у њихове наставне планове и програме. Кари колеџ у Милтону, Масачусетс је увео један од првих наставних смерова за емитовање 1932. године, кад је колеџ успоставио сарадњу са WLOE у Бостону ради израде студентских радио програма.

## Електромагнетни спектар
Радио-таласи су облик електромагнетног зрачења, који се стварају када се било који наелектрисани објекат (у радио преносу електрон) убрза са фреквенцијом која лежи у радијском фреквентном опсегу (RF) електромагнетног спектра. У радију ово убрзавање изазива наизменична струја у антени. Радио-таласи заузимају опсег од неколико десетина Hz до 300 GHz, иако комерцијално важне примене користе мали део овог спектра.
- : 3  - 30
- : 30  - 300
- : 300  - 3
- : 3  - 30
- : 30  - 300
- : 300  - 3
- : 3  - 30
- : 30  - 300
- : 300  - 3
- : 3  - 30
- : 30  - 300

Остале врсте електромагнетног зрачења, са фреквенцијама изнад радио-фреквентног опсега, су микроталаси, инфрацрвено зрачење, видљива светлост, ултраљубичасто зрачење, икс-зраци и гама зрачење. Пошто је енергија појединачног фотона у RF опсегу премала да избије електрон из атома, радио-таласи се класификују као нејонизујуће зрачење.
Нилсен Аудио, раније познат као Арбитрон, америчка је компанија која извештава о радио публици, дефинише „радио станицу“ као: АМ или ФМ станицу коју је лиценцирала влада; ХД радио (примарну или мултикаст) станицу; пренос преко интернета постојеће станице коју је влада лиценцирала; један од сателитских радио канала из XM сателитског радија или Сиријус сателитског радија; или потенцијално станицу која није лиценцирана.

## Галерија
- Радио-апарат марке „Ингелен” из периода прве половине XX века. Део је збирке привредно-техничког материјала Народног музеја у Лесковцу.
- Радио-апарат марке Лоренц
- Радио-апарат, модел Шумадија, 1954. година
- Радио-апарат, модел Космај, 1970. година. Произвођач Радио Индустрија Никола Тесла.
- Радио-апарат, модел Тарантела, 1970. година
- Радио-апарат, модел Орион, 1958. година